# HP-21
Le calculateur HP-21 est une calculatrice scientifique produite par Hewlett-Packard entre 1975 et 1978. Elle a été conçue comme un remplacement pour le calculateur HP-35, et a été l'une des trois calculatrices identiques produites pour différents marchés. Ces autres calculatrices sont les HP-22 et HP-25.
Comme avec la plupart des calculateurs HP, le HP-21 utilise l'entrée logique RPN, avec une pile de registres à 4 niveaux. Il avait également un unique registre de mémoire accessible par l'utilisateur. Comme toutes les calculatrices de l'époque, la mémoire n'était pas sauvegardée lorsque l'appareil était éteint. Un commutateur coulissant permettait de basculer entre les modes degrés et radians, ce qui était une caractéristique inhabituelle. Il avait un affichage à LED de 12 chiffres, ce qui était moins que les 15 chiffres du HP-35. En raison de ces chiffres en moins, le HP-21 (et des calculateurs comme le HP-25) pouvait afficher des nombres à 10 chiffres après la virgule. En notation scientifique, la capacité d'affichage était une mantisse de seulement 8 chiffres avec 2 chiffres en exposant. Une touche maj a fourni l'accès à des fonctions dont le nom était imprimé sur la partie supérieure des grandes touches trapézoïdales.
Son nom de code de développement HD était Pumpkin, et était membre de la série Woodstock. Son prix était de 125$ US en 1975, et 80$ US en 1978.